# Pilica (rivier)
De Pilica is een rivier in Polen die uitstroomt in de Wisla. De Pilica is 319 kilometer lang en heeft een stroomgebied van 9.245 vierkante kilometer.

## Steden waar de rivier langsloopt
De Pilica loopt lang de volgende steden:
- Szczekociny
- Koniecpol
- Przedbórz
- Sulejów
- Tomaszów Mazowiecki
- Inowłódz
- Nowe Miasto nad Pilicą
- Wyśmierzyce
- Białobrzegi
- Warka

## Linker zijrivieren
De linker zijrivieren van de Pilica zijn:
- Luciąża
- Wolborka

## Rechter zijrivieren
De rechter zijrivieren zijn:
- Czarna (Włoszczowska)
- Czarna (Konecka)
- Drzewiczka

- Gemeinsame Normdatei: 4359054-8
- Nationale Bibliotheek van Tsjechië: ge130420
- Nationale Bibliotheek van Israël: 987007561039605171